# 酒屋町 (新潟市)
酒屋町（さかやちょう）は、新潟県新潟市江南区の町字。丁番を持たない単独町名であり、住居表示未実施区域。郵便番号は950-0324。

## 概要
1957年（昭和32年）から現在までの町名。信濃川と小阿賀野川の合流点に位置する。1901年（明治34年）から1957年（昭和32年）まであった大字酒屋が改称して成立した。もとは江戸時代から1901年（明治34年）まであった酒屋村の区域の一部。

### 隣接する町字
北から東回り順に、以下の町字と隣接する。
- 花ノ牧
- 嘉瀬

※小阿賀野川を挟んで市之瀬、覚路津と隣接。信濃川を挟んで西酒屋、獺ケ通と隣接。

## 歴史
- 1901年（明治34年）11月1日 : 合併により両川村の大字となる。
- 1957年（昭和32年）5月3日 : 合併により新潟市の大字となる。
- 2007年（平成19年）4月1日 : 新潟市の政令指定都市移行により、江南区の大字となる。

## 世帯数と人口
2018年（平成30年）1月31日現在の世帯数と人口は以下の通りである。
| 町丁   | 世帯数  | 人口  |
| ------ | ------- | ----- |
| 酒屋町 | 386世帯 | 969人 |

## 小・中学校の学区
市立小・中学校に通う場合、学区は以下の通りとなる。
| 番地 | 小学校             | 中学校             |
| ---- | ------------------ | ------------------ |
| 全域 | 新潟市立両川小学校 | 新潟市立両川中学校 |

## 主な企業・施設
- 新潟市立両川小学校
- 新潟市立両川中学校
- 酒屋郵便局
- 第四北越銀行 酒屋支店

## 文化
酒屋松坂
結婚式などの祝いの席で唄われる祝儀唄。酒屋に立ち寄った瞽女たちが伝えたという説と、会津からの船乗りが伝えたという説がある。
酒屋太々神楽
酒屋神社の大祭に奉納される神楽。記紀の神話を題材とした十二舞の大神楽と、六舞の小神楽がある。衣裳の美しさと踊りの優雅さが特徴で、出雲の流れをくむものといわれる。明治初期には酒屋に伝わっていた。

## 交通

### 道路
高速道路
- 東日本高速道路
  - 磐越自動車道
    - 酒屋バスストップ

県道
- 新潟県道1号新潟小須戸三条線
- 新潟県道247号沢海酒屋線

### バス
新潟交通路線バス
- 郊外線（鳥屋野方面）
  - 酒屋停留所（県道1号沿い）
    - S2 鳥屋野線（S22・23系統のみ。新潟駅・古町方面 - 酒屋 - 小須戸方面）
- 郊外線（石山・亀田方面）
  - 酒屋三方停留所 - 両川農協前停留所 - 酒屋郵便局前停留所（いずれも県道247号沿い）
    - S9 亀田・横越線（S97系統のみ。万代シテイ・新潟駅前 - 亀田駅西口 - 江南区役所 - 酒屋車庫）